# Akshobhya

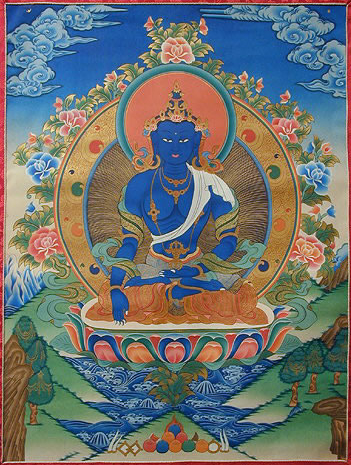
Akshobhya

Akshobhya (en sànscrit: अक्षोभ्य, Akṣobhya, "l'Inamovible"; en xinès i japonès: 阿閦, pronunciat Āchù i Ashuku, respectivament) és un dels Cinc Budes de la Saviesa, sorgit de l'Adibuddha, que representa la consciència com un aspecte de la realitat. Viu a l'est del Regne del Diamant i és el senyor de la Terra Pura Oriental Abhirati ("La joiosa"). La seva consort és Lochanā i normalment va acompanyat per dos elefants. El seu color és blau-negre i els seus atributs inclouen una campana, tres túnices i un bastó, i també una joia, un lotus, una roda de pregària i una espasa. Té diverses emanacions.

## Història i doctrina textuals
Akshobhya apareix al sutra Akṣobhyatathāgatasyavyūha, que es va traduir durant el segle ii i és un dels textos Mahayana o Terra Pura coneguts més antics. Segons l'escriptura, un monjo volia practicar el Dharma al món oriental del plaer i va fer el vot de no sentir ira o malícia vers cap ésser fins que aconseguís la il·luminació. Es va mantenir totalment "inamovible" i quan ho va aconseguir, es va convertir en el Buda Akshobhya.
Al mantra Śūraṅgama (xinès: 楞嚴咒; pinyin: Léngyán Zhòu) ensenyat al sutra Śūraṅgama (xinès: 楞嚴經; pinyin: Léngyán Jīng), un dharani especialment influent a la tradició xinesa Chan, s'hi esmenta Akshobhya com l'hoste de la divisió Vajra a l'est, una de les cinc divisions principals que controla els extensos exèrcits de dimonis de les cinc direccions.
Akshobhya de vegades es fusiona amb Acala, el nom del qual també significa "inamovible" en sànscrit. Tanmateix, Acala no és un Buda, ans és un dels cinc reis de la saviesa. Abans de l'arribada de Bhaiṣajyaguru, Akshobhya va ser objecte d'un culte menor al Japó com a Buda guaridor, encara que tots dos són venerats actualment dins del budisme Shingon.

## Iconografia
Akshobhya és l'encarnació de 'coneixement mirall' (sànscrit: ādarśa-jñāna). Això es pot descriure com el coneixement del que és real i el que és il·lusió, o una mera reflexió de realitat real. El mirall es pot comparar amb la ment d'un mateix. És clar com el cel i buit, tot i així lluminós. Arrapa totes les imatges d'espai i temps, tot i així és intacte per ells. La seva brillantor il·lumina la fosca d'ignorància i els seus talls d'agudesa a través de confusió. Akshobhya representa aquesta ment eterna.
És també associat amb l'element d'aigua, per això té els colors blau, com les fondàries de l'oceà, o blanc brillant, com la llum solar que plasma fora aigua. Encara que superfície de l'oceà té onades, les fondàries resten imperturbables. Tot i que l'aigua pot semblar etèria i sense pes, en veritat és summament pesant. L'aigua flueix al lloc més baix i es manté allà. Passa a través de roques sòlides, però amb calma, sense violència. Quan és congelada, és dura, aguda, i aclareix com l'intel·lecte, però per assolir el seu potencial ple, també ha de ser fluid i adaptable com un riu fluint. Totes aquestes són totes les qualitats essencials d'Akshobhya.